# Zeli
Zeli è un personaggio della mitologia greca, presente nelle Argonautiche di Apollonio Rodio.

## Mito
Cizico, giovanissimo sovrano dell'omonima città asiatica nella Propontide, aveva accolto gli Argonauti durante il loro viaggio con destinazione la Colchide. Gli eroi quindi ripartirono, durante una notte di luna nuova: una violenta tempesta sospinse però la nave di nuovo sulla costa della città che essi avevano appena lasciato. Il re, affacciatosi dal suo palazzo, scambiò gli Argonauti per pirati, e con le sue guardie personali, tra i quali c'era anche Zeli, mosse in armi per assalirli; gli Argonauti da parte loro non riconobbero Cizico. Gli uni e gli altri erano stati ingannati dalle avverse condizioni del tempo, oltre che dalla mancata luminosità della luna: lo scontro fu dunque inevitabile, e terminò con l'uccisione di Cizico e delle sue guardie. Zeli cadde per mano di Peleo.

## Onomastica
Il nome del guerriero è forse da mettere in relazione con quello di una città non lontana da Cizico, Zelea, menzionata da Omero nell'Iliade, uno dei poemi incentrati sulla Guerra di Troia, di cui furono protagonisti molti eroi appartenenti alla generazione successiva a quella degli Argonauti, come Achille, figlio dell'uccisore di Zeli, Peleo: a Zelea in quel tempo regnava Licaone, padre di Pandaro, uno dei condottieri alleati dei Troiani, ma è possibile che essa fosse stata fondata subito dopo il tragico fatto narrato nelle Argonautiche, col proposito di onorare la morte di un uomo valoroso quale poteva essere appunto Zeli. Non pare invece aver collegamenti con questo personaggio la città di Zeli nella Locride.